# John Day-formatie
| Systeem Periode                            | Serie Tijdvak | Etage Tijdsnede | Ouderdom (Ma) |
| ------------------------------------------ | ------------- | --------------- | ------------- |
| Neogeen                                    | Mioceen       | Aquitanien      | jonger        |
| Paleogeen                                  | Oligoceen     | Chattien        | 23,03–28,1    |
| Paleogeen                                  | Oligoceen     | Rupelien        | 28,1–33,9     |
| Paleogeen                                  | Eoceen        | Priabonien      | 33,9–38,0     |
| Paleogeen                                  | Eoceen        | Bartonien       | 38,0–41,3     |
| Paleogeen                                  | Eoceen        | Lutetien        | 41,3–47,8     |
| Paleogeen                                  | Eoceen        | Ypresien        | 47,8–56,0     |
| Paleogeen                                  | Paleoceen     | Thanetien       | 56,0–59,2     |
| Paleogeen                                  | Paleoceen     | Selandien       | 59,2–61,6     |
| Paleogeen                                  | Paleoceen     | Danien          | 61,6–66,0     |
| Krijt                                      | Boven         | Maastrichtien   | ouder         |
| Indeling van het Paleogeen volgens de ICS. |               |                 |               |

|                                                                                            |                                                            |
| Ontsluiting van de Turtle Cove Formation binnen het John Day Fossil Beds National Monument | Locatie van John Day in Oregon, Noordwest-Verenigde Staten |

|                        |                        |
| Paleogeografie (35 Ma) | Paleogeografie (20 Ma) |

De John Day-formatie (Engels: John Day Formation) is een geologische formatie in de Amerikaanse staat Oregon, die een ouderdom heeft van Laat-Eoceen tot Vroeg-Mioceen (37 tot 20 miljoen jaar oud). De formatie bestaat voornamelijk uit vulkanisch gesteente als tufsteen, scoria en lava. De vulkanische gesteenten zijn meestal ryolitisch tot andesitisch van samenstelling.

## Lagerstätte
In de formatie zijn fossielen van meer dan 100 groepen zoogdieren gevonden. Deze zogenaamde Lagerstätte bevat fossielen van onder andere hondachtigen, Amphicyonidae, katachtigen, varkens, oreodonten, paardachtigen, kamelen, neushoorns en knaagdieren. Omdat de vulkanische mineralen zich goed lenen voor radiometrische datering, zijn de ouderdommen van de fossielen goed bekend.